# Angie (1993)
Angie is een Nederlandse film uit 1993 van Martin Lagestee. Het is gebaseerd op een scenario van hemzelf. De film heeft als internationale titel Angie, a girl in trouble om het verschil met de Amerikaanse film Angie met Geena Davis in de hoofdrol aan te geven.

## Verhaal
Na haar terugkeer uit een kindertehuis probeert Angie met haar moeder opnieuw een normaal leven op te bouwen. Het wederzijds wantrouwen is echter enorm. Na een akelig incident met haar moeders nieuwe vriend trekt Angie woedend bij haar oudere broer Alex in. Hoewel Angie vastbesloten is iets van haar leven te maken, raakt ze al snel in de criminele wereld verzeild.

## Hoofdrollen
| Acteur               | Personage           |
| -------------------- | ------------------- |
| Annemarie Röttgering | Angie Kempers       |
| Daniël Boissevain    | Alex (Angies broer) |
| Hidde Schols         | Frank Rothuizen     |
| Derek de Lint        | Peter Koudbier      |
| Marijke Veugelers    | Angies moeder       |
| Peter Tuinman        | detective Burger    |
| Jack Wouterse        | Frits               |